# TVR (companie)
TVR este un producător britanic de mașini sport cu sediul în Whiteley, Hampshire. Compania produce mașini sport ușoare cu motoare puternice și a fost, la un moment dat, al treilea producător specializat de mașini sport din lume, oferind o gamă diversă de coupeuri și decapotabile.

## Istoric
TVR a fost fondat în 1947 de Trevor Wilkinson, care a folosit pur și simplu trei consoane din prenumele său pentru a-și crea numele companiei. Prima mașină a fost fabricată în 1949. 
Istoria companiei poate fi împărțită în 4 perioade în funcție de liderul companiei:
- 1947 - 1965: Trevor Wilkinson
- 1965 - 1981: Martin Lilley
- 1981 - 2004: Peter Wheeler
- 2004 - 2012: Nikolai Smolenski

În iulie 2012, Smolenski anunță încetarea activităților companiei, care nu mai este suficient de profitabilă.
În mai 2014, Smolenski este de acord să vândă drepturile asupra mărcii către Sindicatul oamenilor de afaceri britanici, condus de Les Edgard. Compania cu o nouă conducere își propune lansarea unor noi modele.
În iulie 2017, TVR dezvăluie primele imagini ale viitorului său model, un coupe cu motor V8.
La 8 septembrie 2017, TVR prezintă noul Griffith la Festivalul Goodwood din Anglia, înainte de comercializarea care începe în 2019. Echipat cu V8-ul lui Ford Mustang VI refăcut de Cosworth , acesta livrează 500 CP.

## Galerie

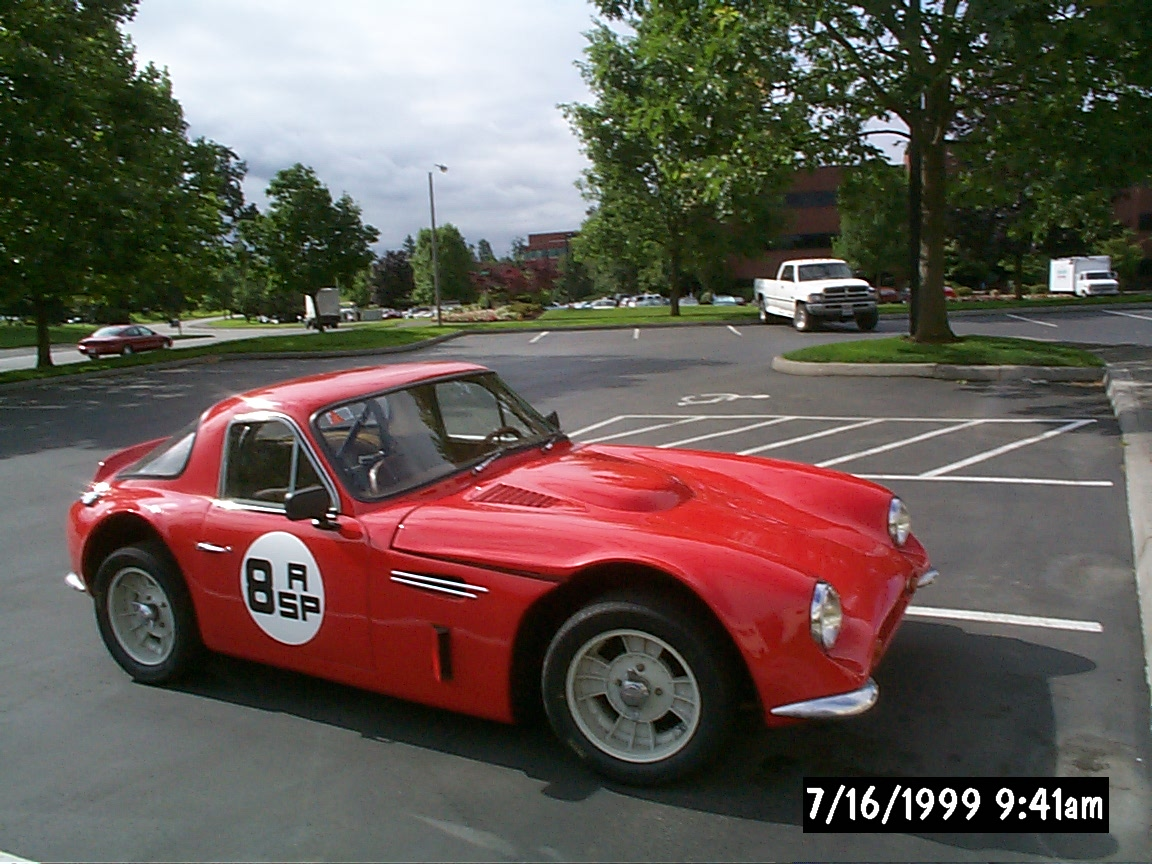
1966 TVR Griffith 400 Original  #55 of 59
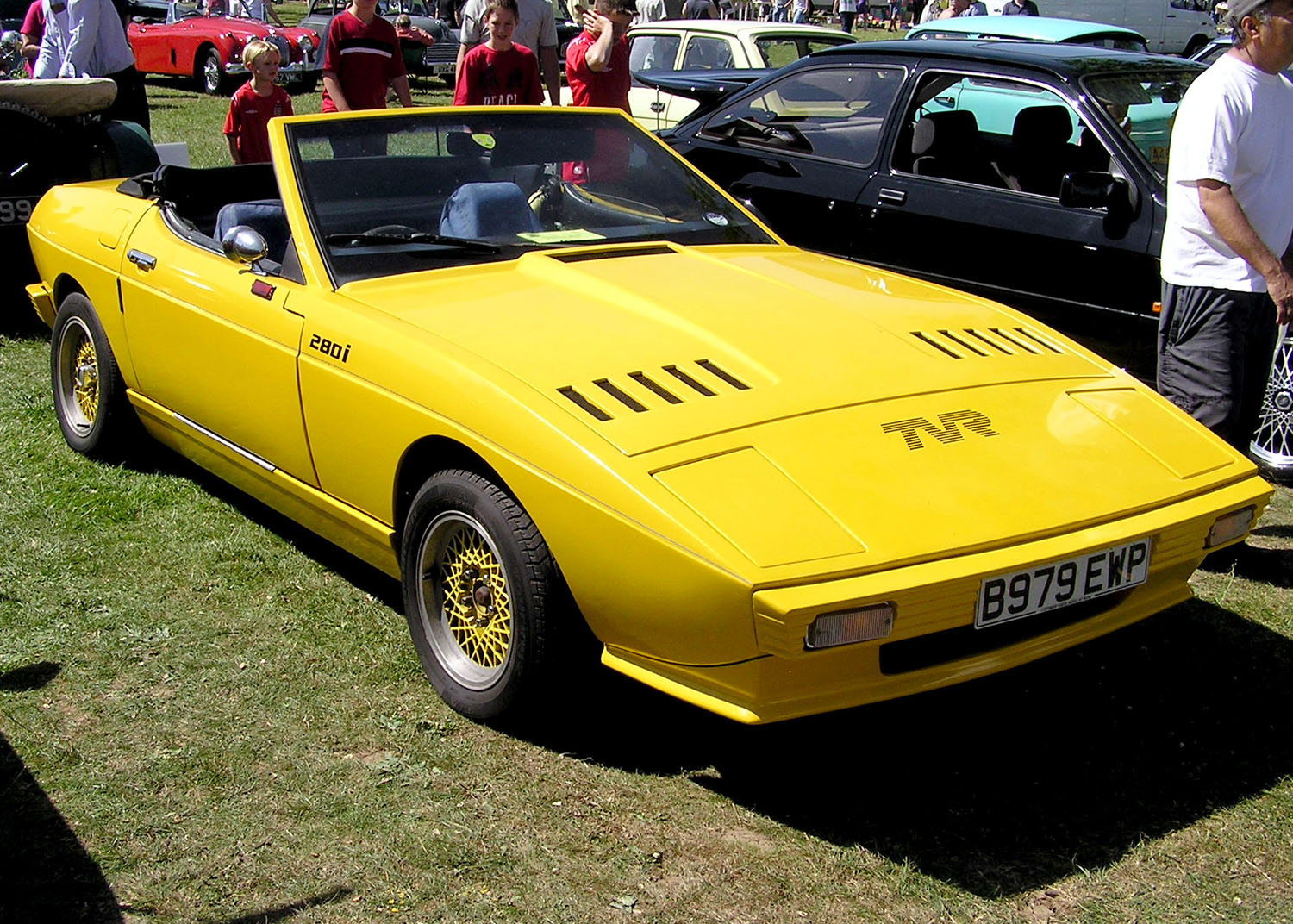
TVR 280i
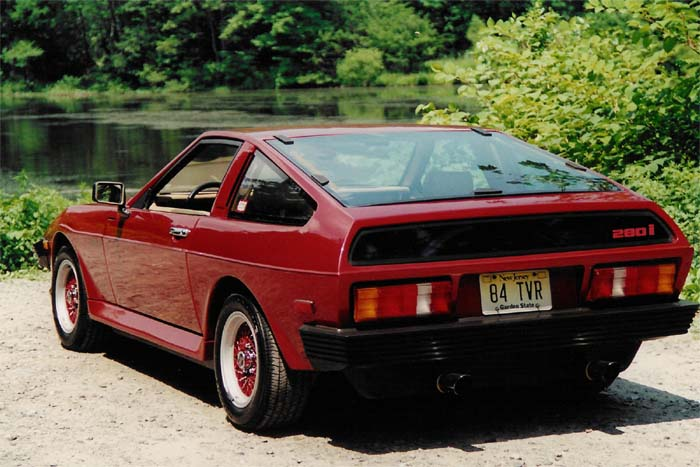
TVR 280i Coupe 1984
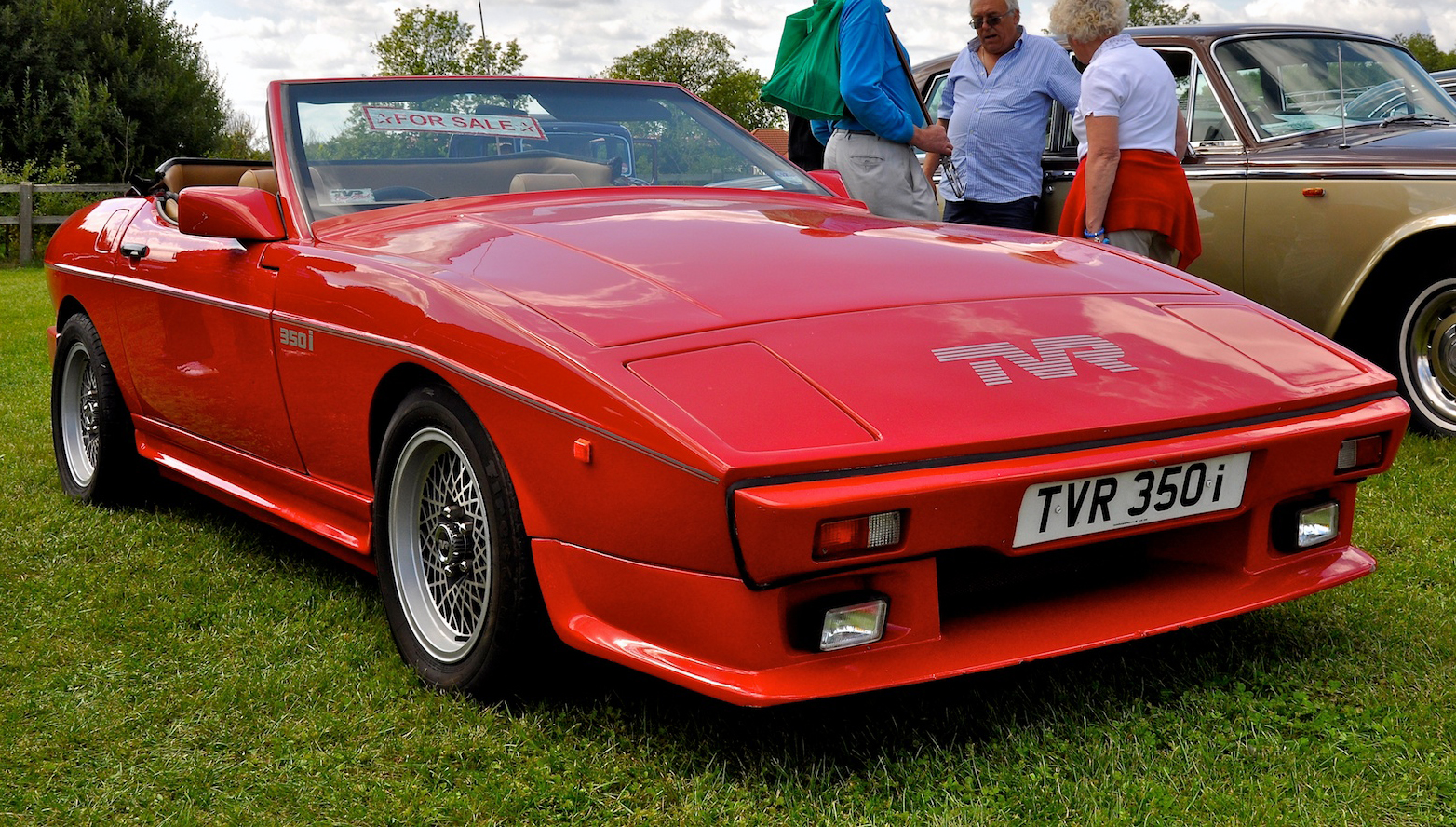
TVR 350i Series (1987)
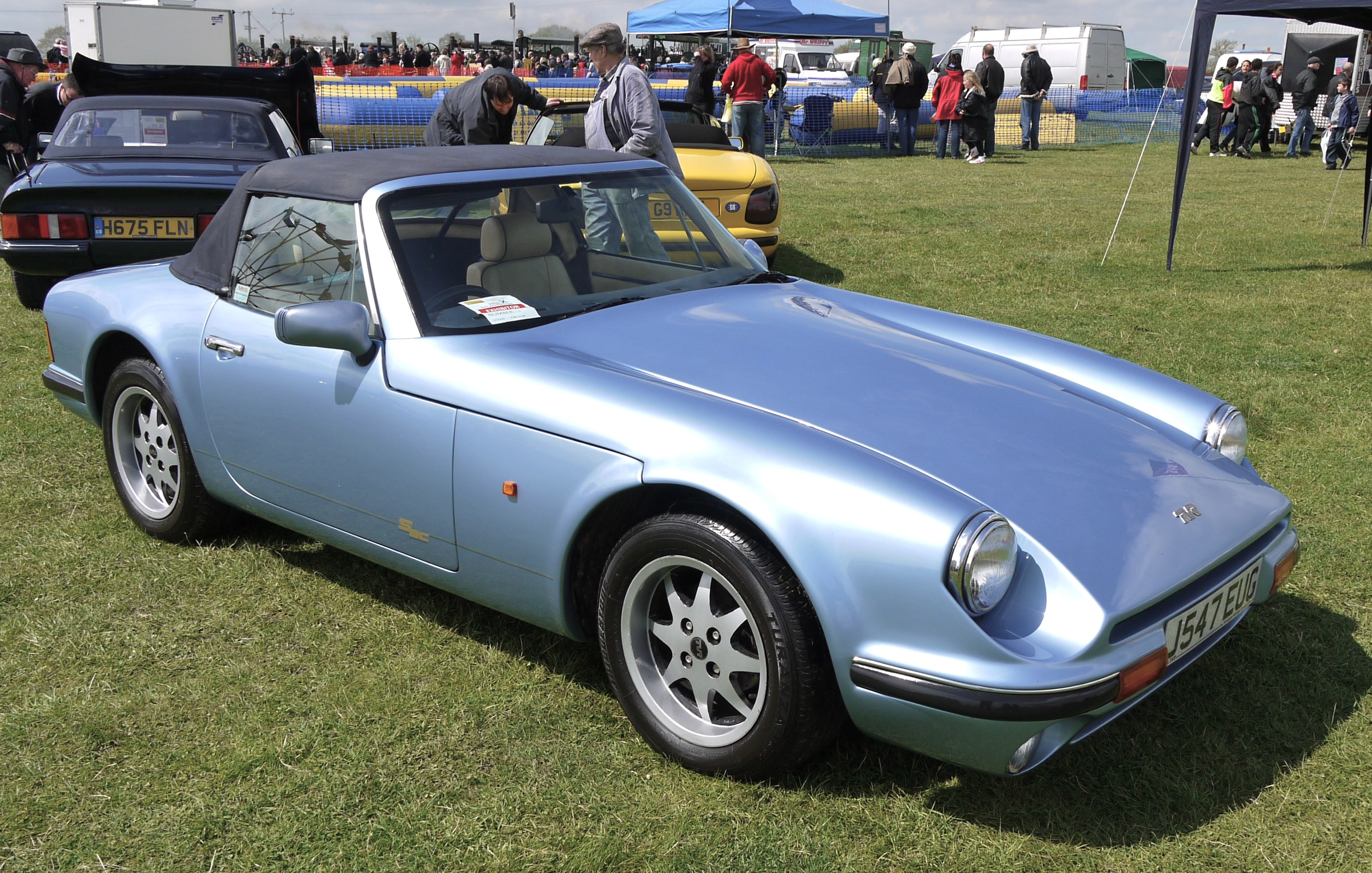
TVR S3c (1991)
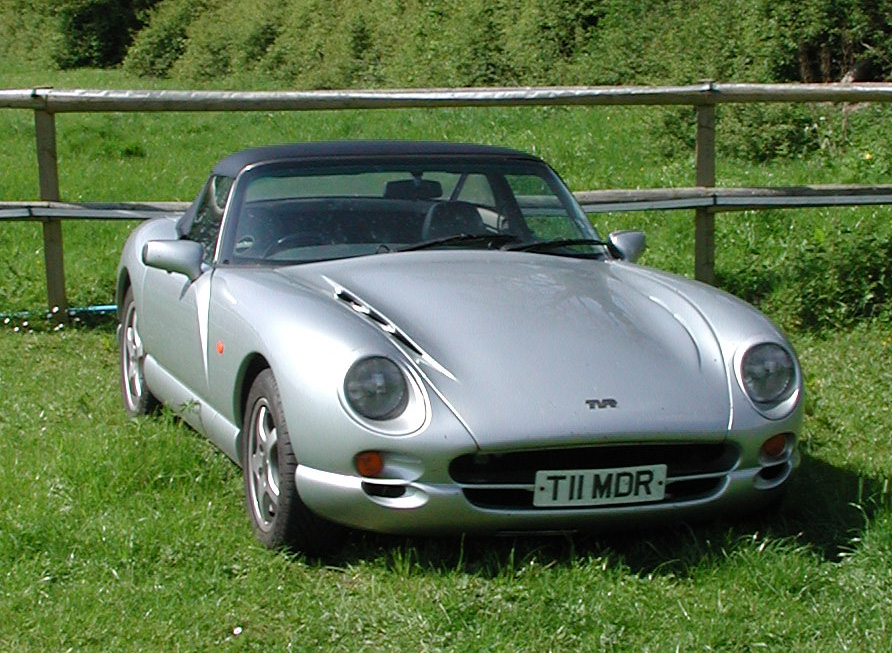
TVR Chimaera
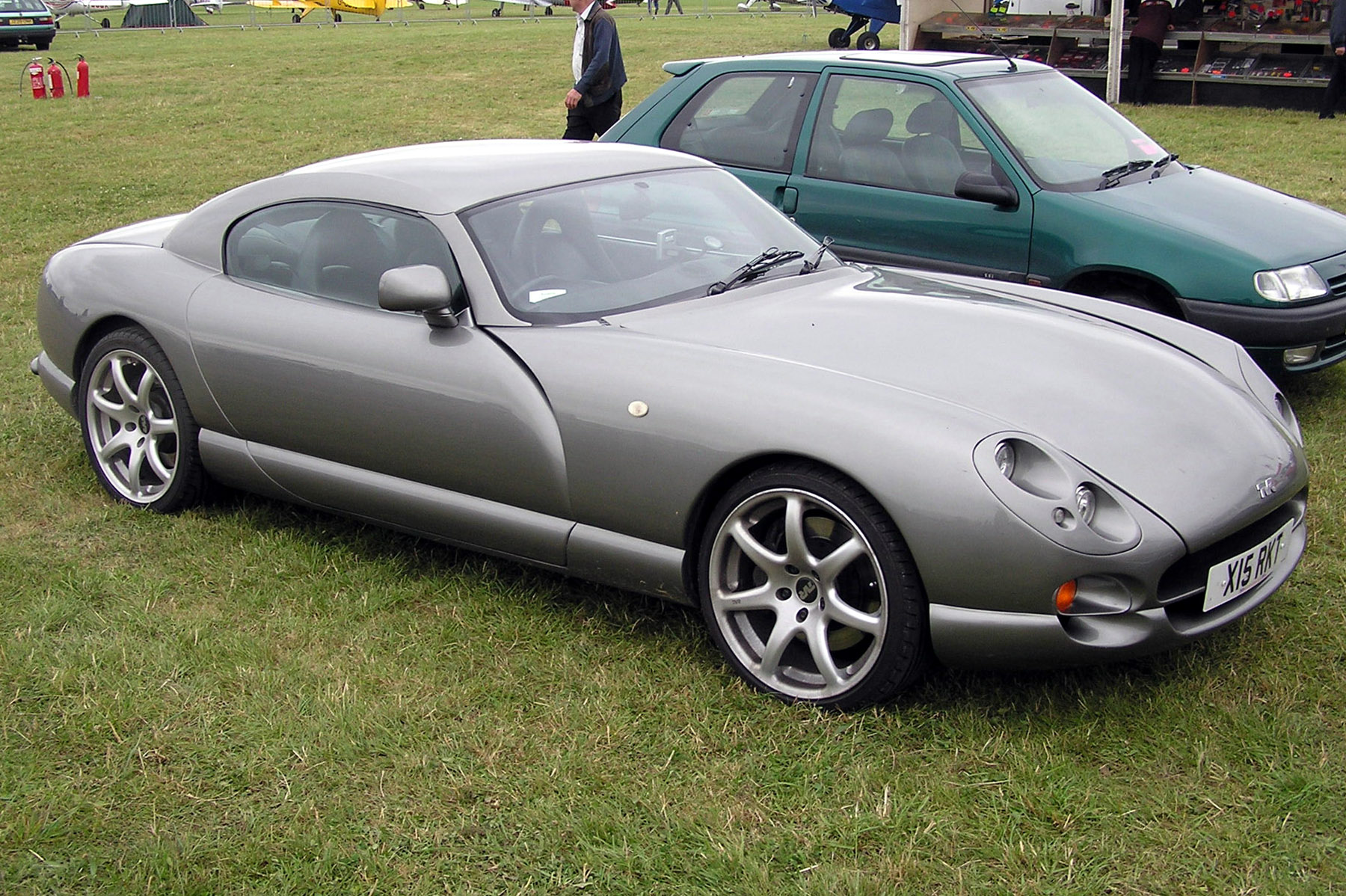
TVR Cerbera
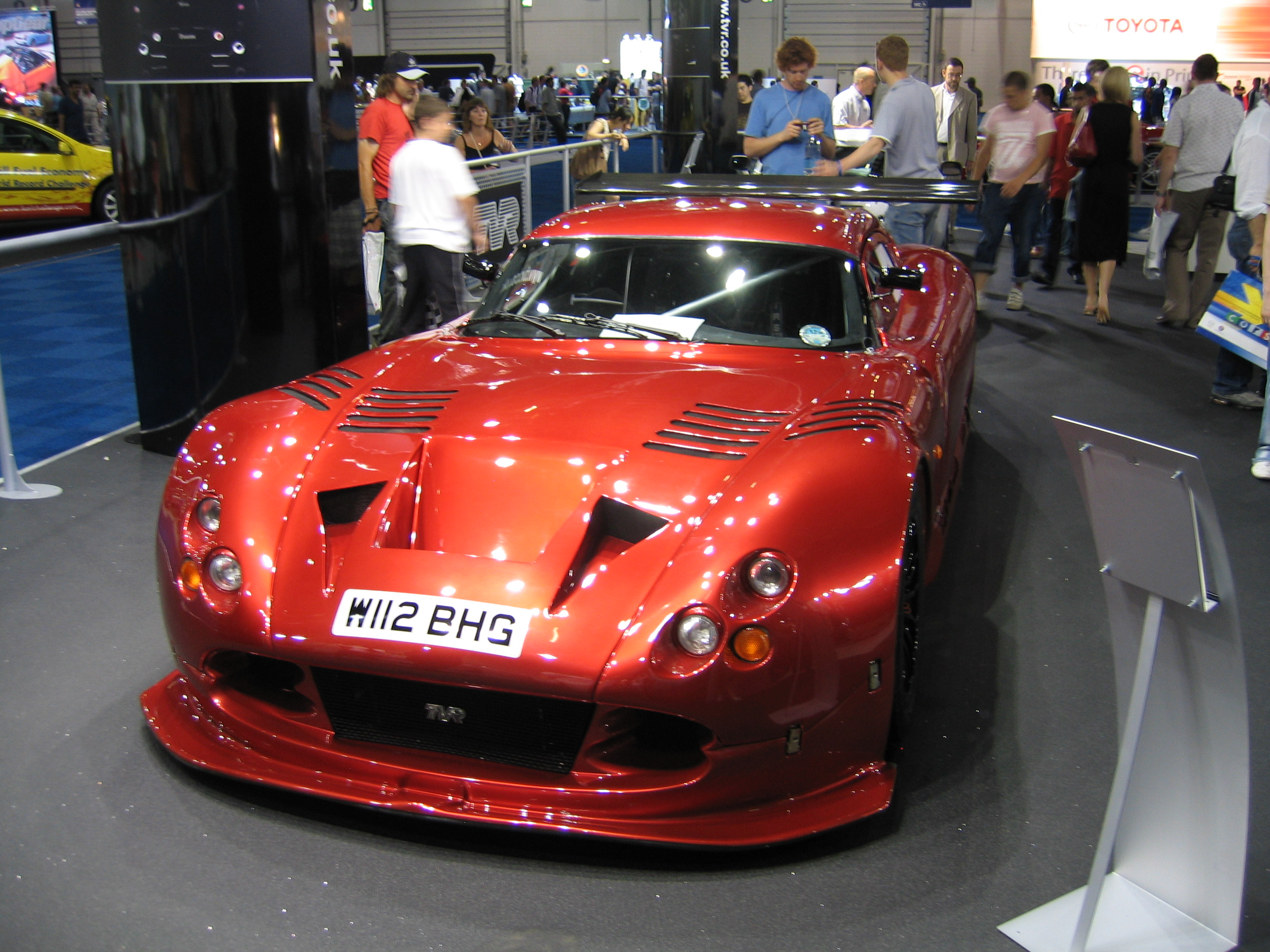
TVR Cerbera Speed 12
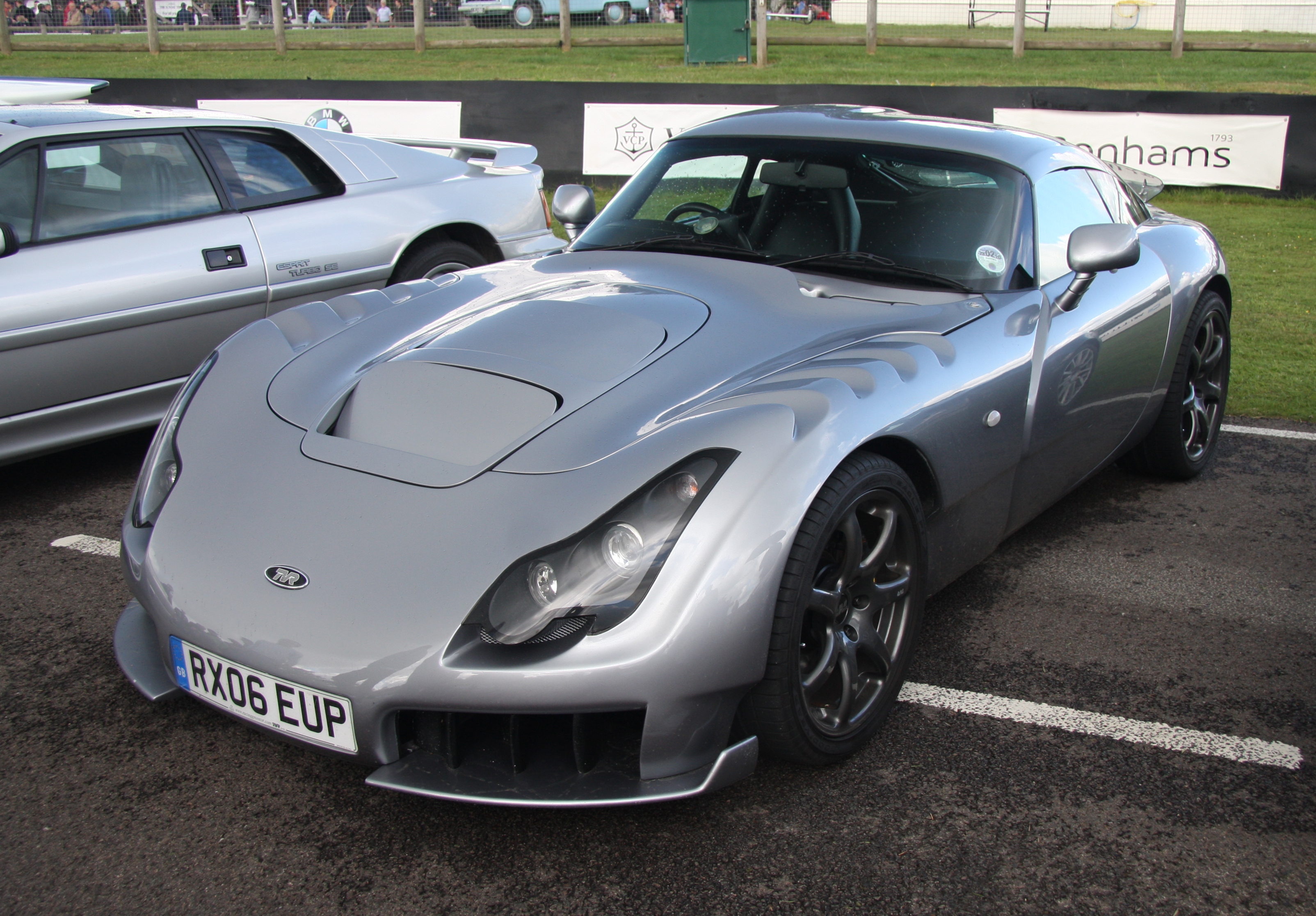
TVR Sagaris
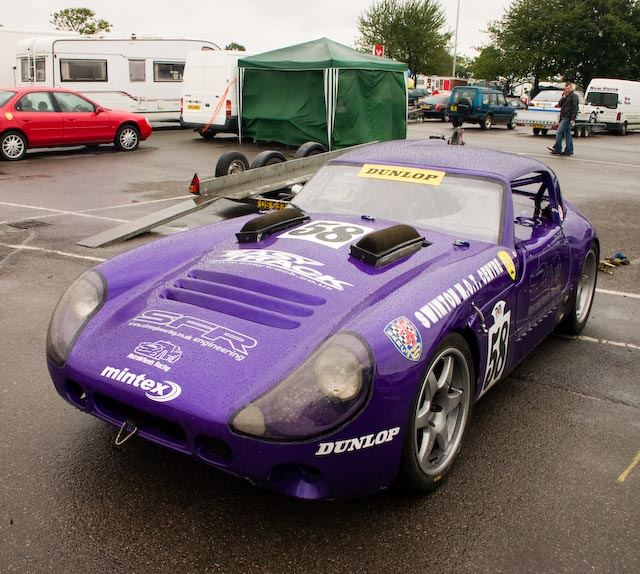
TVR Tuscan Challenge racing car
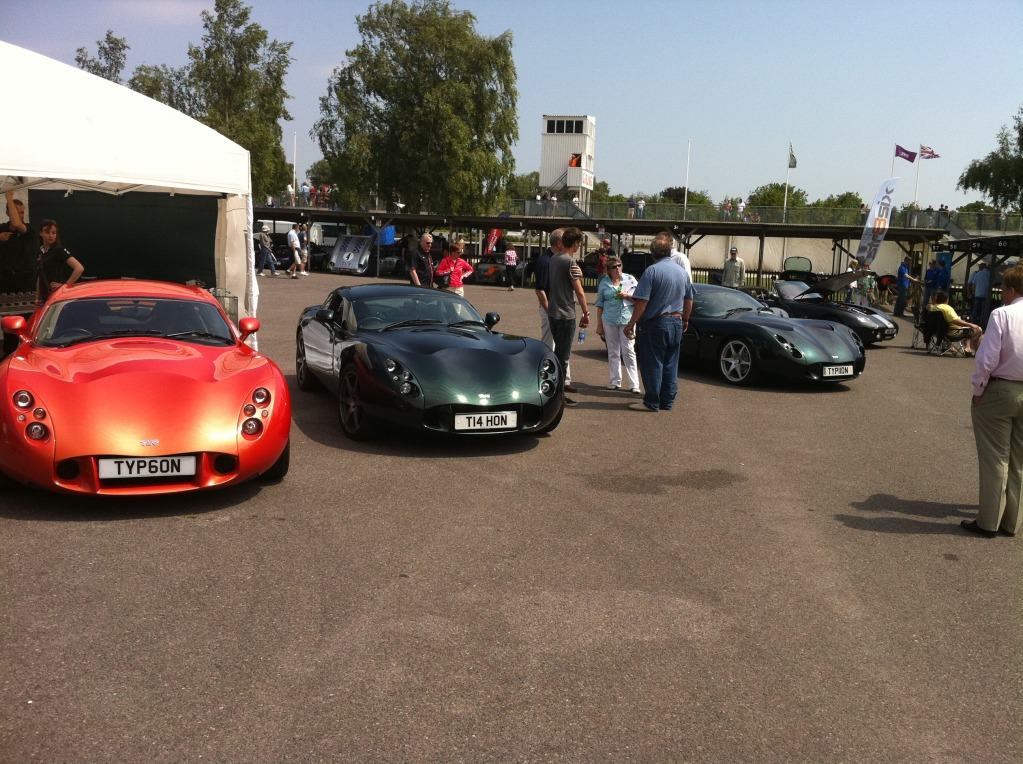
TVR Typhon